# 马莱特
马莱特是巴西巴拉那州的一个市镇。总面积723.085平方公里，总人口12778人，人口密度17.7人/平方公里。